# Carcinoma squamo-cellulare di Marjolin
Il carcinoma squamo-cellulare di Marjolin o ulcera di Marjolin è un tumore maligno della cute che può insorgere raramente in aree cutanee già colpite da ulcere, o da gravi ustioni. L'incidenza lifetime di questa neoplasia è attorno all'1-2% nei soggetti con ulcere croniche di vecchia data o con esiti cicatriziali di ustioni subdermiche.

## Storia
Il primo riscontro in letteratura risale al 1903 in un lavoro di J.C. Da Costa che indicò come ulcera di Marjolin una ulcera venosa degenerata.

## Eziologia
Il processo per cui si viene ad instaurare questa forma di tumore maligno è poco chiara; si è a conoscenza del fatto che il tumore si sviluppa in aree di cute in cui vi è una cronicità della lesione. Il periodo di latenza, ossia da quando inizia l'evento traumatico e il manifestarsi del tumore, è abbastanza lungo (alcuni autori parlano di 20-32 anni) ed è inversamente proporzionale all'età; questo incide sulla formulazione di una diagnosi tempestiva.

## Diagnosi
La biopsia è il metodo favorito di diagnosi. Campioni di tessuto dovrebbero essere estratti dal centro e il margine della lesione, così come dalle zone ulcerate e zone necrotiche.

## Trattamento
Si predilige il trattamento chirurgico; si rimuove la lesione completamente e circa un centimetro di bordo sano attorno all'ulcerazione. La radio-terapia è un'alternativa di trattamento non invasivo che ha dato soddisfacenti esiti in molti casi.

## Prognosi
Il tumore data la sua aggressività ha un alto grado di mortalità: 4 casi su 5.